# Švihov
Švihov és una població de la República Txeca a la Regió de Plzeň i al districte de Klatovy. És una població coneguda pel seu castell.

## Galeria

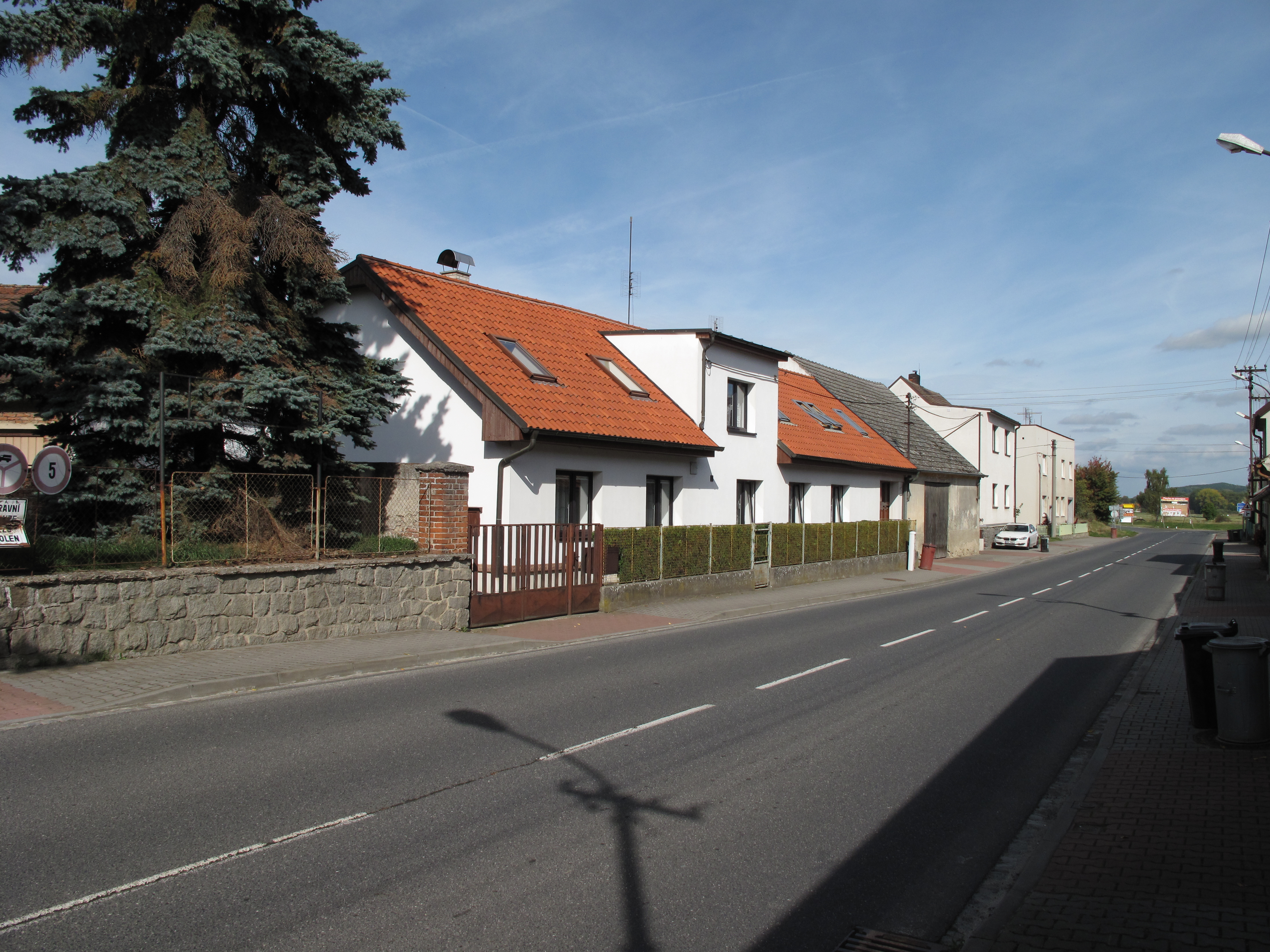
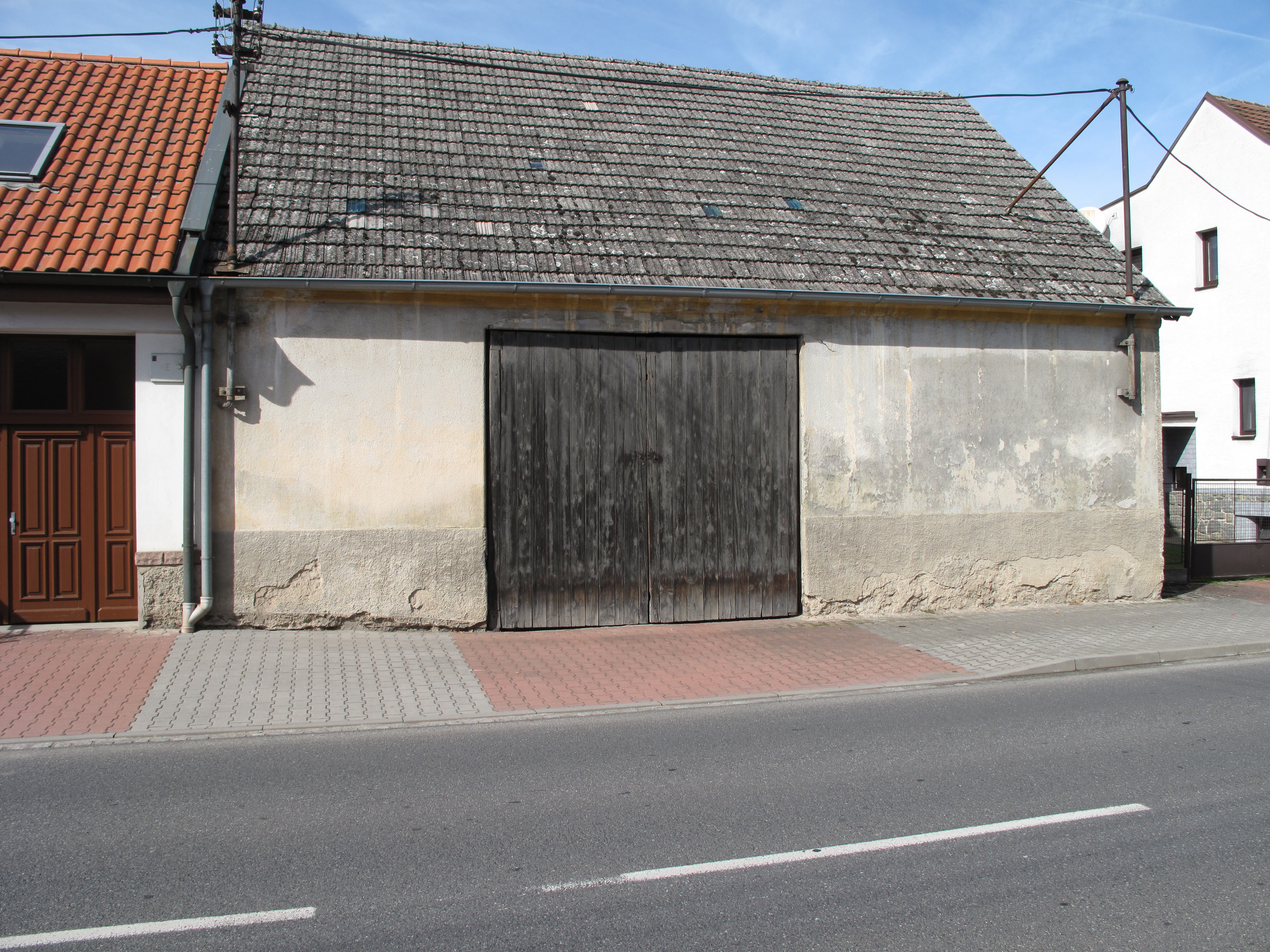
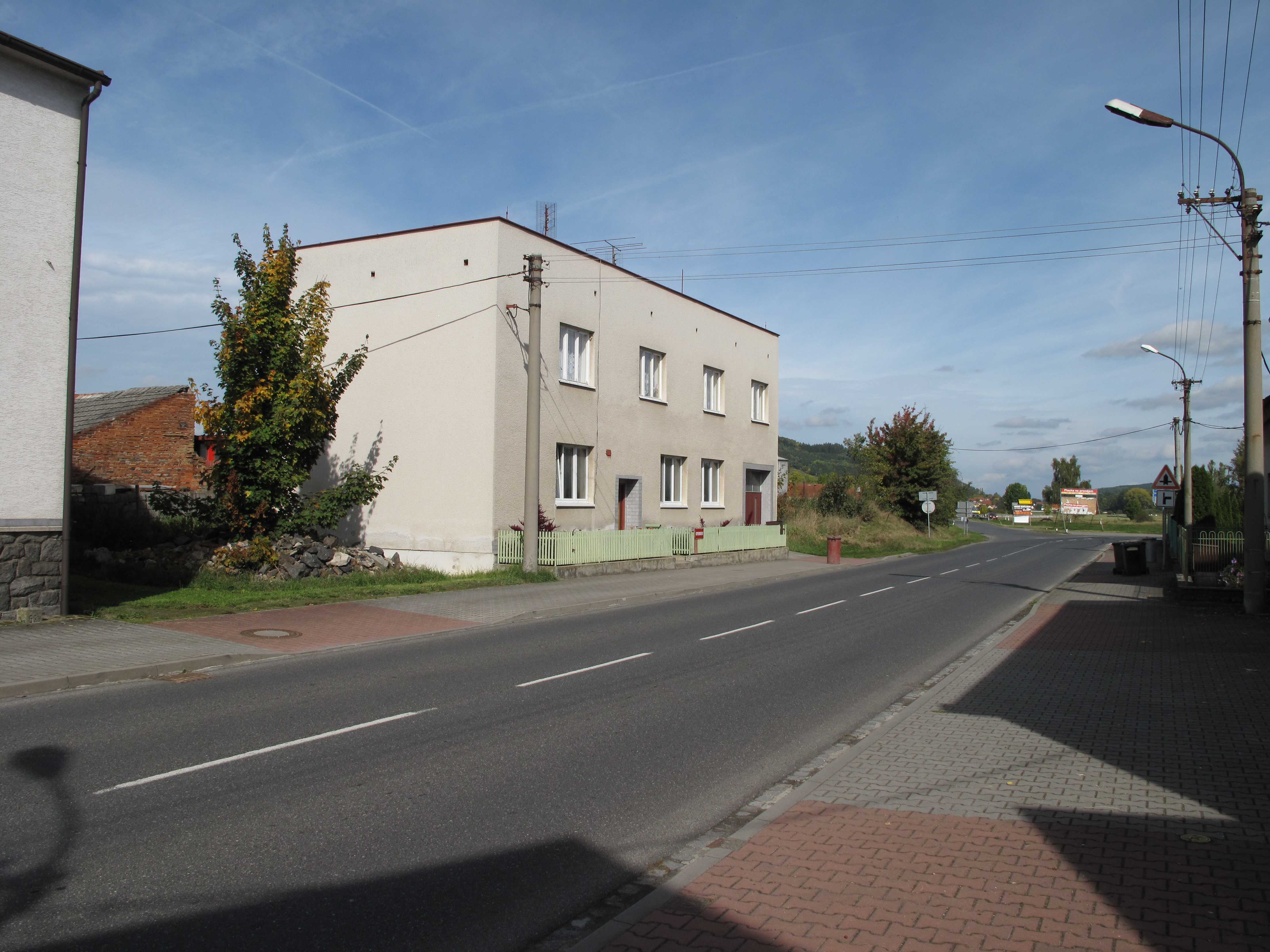